# Provincia di Diyarbakır
La provincia di Diyarbakır (in turco Diyarbakır, in curdo Parêzgeha Diyarbekirê) è una delle province della Turchia. 	
Dal 2012 il suo territorio coincide con quello del comune metropolitano di Diyarbakır (Diyarbakır Büyükşehir Belediyesi).

## Distretti

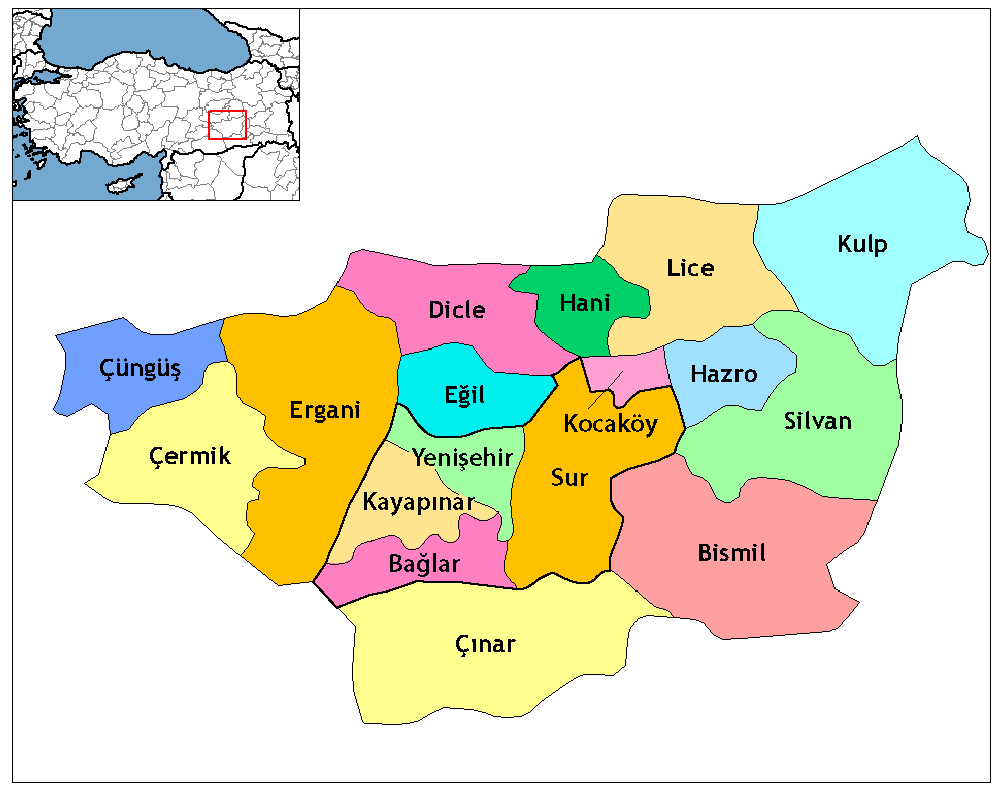
Distretti della provincia di Diyarbakır

La provincia è divisa in 17 distretti: 
- Bağlar
- Bismil
- Çermik
- Çınar
- Çüngüş
- Dicle
- Eğil
- Ergani
- Hani
- Hazro
- Kayapınar
- Kocaköy
- Kulp
- Lice
- Silvan
- Sur
- Yenişehir

Fino al 2012 facevano parte del comune metropolitano di Diyarbakır le sole aree urbane dei distretti di Bağlar, Kayapınar, Sur e Yenişehir.